# Ausschüttungsbemessungsfunktion
Die Ausschüttungsbemessungsfunktion ist eine Funktion der deutschen Rechnungslegung und dient dem Ziel der Gewinnanspruchsermittlung.

## Die Ausschüttungsbemessungsfunktion beim Jahresabschluss
Das externe Rechnungswesen in Deutschland hat zwei Hauptziele, die Gewinnanspruchsermittlung und die Informationsvermittlung (daneben wird auch noch manchmal die Steuerbemessung genannt); diese Ziele werden (teilweise) durch den Jahresabschluss erfüllt. Im deutschen Jahresabschluss hat die Ausschüttungsbemessungsfunktion Vorrang vor der Informationsfunktion, die lediglich einen subsidiären (unterstützenden) Charakter hat.
Die Ausschüttungsbemessungsfunktion dient primär der Gewinnanspruchsermittlung der Gesellschafter und soll durch die Bemessung des korrekten Ausschüttungsbetrages die Gesellschafter vor Gewinnkürzungen schützen; Gründe für diesen Schutz können entweder vertraglicher oder rechtlicher Natur sein. An diesem Punkt erfolgt eine Konkretisierung außerbilanzieller Ziele durch das Bilanzrecht.
Die Ausschüttungsbemessungsfunktion ermittelt den Gewinn, der den Gesellschaftern zugewiesen wird und vollständig ausschüttbar ist. Dies bedeutet jedoch nicht, dass es sich dabei auch um den tatsächlich ausgeschütteten Gewinn handelt.
Des Weiteren sorgt die Ausschüttungsbemessungsfunktion für den Schutz der Anteilseigner, indem sie verhindert, dass fiktive Gewinne ausgewiesen werden und somit bewirkt, dass der ursprüngliche Gesellschaftszweck, nämlich die (angenommene) Fortführung des Unternehmens, erhalten bleibt. Daneben schützt die Ausschüttungsbemessungsfunktion auch die Gläubiger des Unternehmens, indem sie dadurch, dass sie den Ausweis fiktiver Gewinne unterbindet, auch für die Existenz eines Mindestkapitals für Haftzwecke des Unternehmens sorgt, auf welches die Gläubiger im Falle einer Insolvenz zugreifen können. Der Erhalt dieses Mindesthaftungskapitals erfolgt dadurch, dass nur Werte an die Gesellschafter ausgeschüttet werden, die tatsächlich Teil des Gewinns und somit zur Ausschüttung disponibel sind.

## Die Ausschüttungsbemessungsfunktion beim Konzernabschluss
Die Ausschüttungsbemessungsfunktion spielt beim Konzernabschluss keine Rolle, da die Gewinnanspruchsermittlung bereits bei den einzelnen Unternehmen des Konzerns stattfindet und nicht auf der Konzernebene.